# Euchloe ausonides
Euchloe ausonides là một loài bướm ngày phân bố ở Bắc Mỹ.

## Phân loài
- Euchloe ausonides coloradensis (H. Edwards, 1881)
- Euchloe ausonides palaeoreios Johnson, 1977
- Euchloe ausonides mayi F. & R. Chermock, 1940
- Euchloe ausonides transmontana Austin & Emmel, 1998
- Euchloe ausonides insulana Guppy & Shepard, 2001 – Island Marble[1]